# Darscheid
Darscheid település Németországban, Rajna-vidék-Pfalz tartományban. Lakosainak száma 953 fő (2023. december 31.).

## Népesség
A település népességének változása:
| Lakosok száma | 506  | 829  | 872  | 932  | 960  | 953  |
|               | 1975 | 2017 | 2019 | 2021 | 2022 | 2023 |